# پیمان تجاری و سرمایه‌گذاری ترنس-آتلانتیک

اتحادیه اروپا (سبز) و ایالات متحده امریکا (نارنجی) روی نقشهٔ جهان.

پیمان تجاری و سرمایه‌گذاری ترنس-آتلانتیک  (به انگلیسی: Transatlantic Trade and Investment Partnership) یا TTIP یک پیمان تجارت آزاد است که بین اتحادیهٔ اروپا و ایالات متحده امریکا پیشنهاد شده است.
طرف‌دارانش می‌گویند که این پیمان منجر به رشد اقتصادی چندجانبه می‌شود، در حالی که منتقدانش می‌گویند که این پیمان قدرت بنگاه‌های اقتصادی را زیاد می‌کند و دست دولت‌ها را در کنترل بازار به نفع جامعه می‌بندد. دولت امریکا این پیمان را مکملی بر شراکت ترنس-پسیفیک می‌داند. پس از این که پیش‌نویسی از این پیمان در مارس ۲۰۱۴ به بیرون درز کرد، کمیسیون اروپا برای برخی از بخش‌های این پیمان درخواست مشورت عمومی کرد و در ژانویه ۲۰۱۵ خلاصه‌ای از آن را منتشر کرد.
توافق احتمالی روی این پیمان دست‌کم تا سال ۲۰۱۶ طول خواهد کشید.